# Szebasztián Szabó
Szebasztián Szabó (in serbo Себастиан Сабо?; Francoforte sul Meno, 11 marzo 1996) è un nuotatore serbo e ungherese.

## Biografia
È nato a Francoforte sul Meno in Germania. Compete a livello agnoistico per il club Győri Úszó.
Ha rappresentato la nazionale serba agli europei in vasca corta di Copenaghen 2017 vincendo la medaglia di bronzo nei 50 metri farfalla.
In rappresentanza dell'Ungheria ha partecipato ai campionati mondiali di nuoto di Gwangju 2019. Agli europei in vasca corta di Glasgow 2019 ha vinto l'argento nei 50 metri farfalla e  nella staffetta 4x50 metri misti, gareggendo con i connazionali Richárd Bohus, Dávid Horváth e Maksim Lobanovskii. Con la nazionale magiara ha conquistato cinque ori continentali, due in vasca lunga e tre in vasca corta.

## Palmarès

### Per la Serbia
- Europei in vasca corta

Copenaghen 2017: bronzo nei 50m farfalla.

### Per l'Ungheria
- Mondiali in vasca corta

Melbourne 2022: bronzo nei 50m farfalla.
- Europei

Budapest 2020: oro nei 50m farfalla.
Roma 2022: argento nella 4x100m sl.
Belgrado 2024: oro nella 4x100m sl mista.
- Europei in vasca corta

Glasgow 2019: argento nei 50m farfalla e  nella 4x50m misti.
Kazan 2021: oro nei 50m sl, nei 50m farfalla e nei 100m farfalla.
Otopeni 2023: argento nei 50m sl e nei 50m farfalla.
- World Games

Birmingham 2022: oro nella 4x50m ostacoli e nella 4x50m mista.
Chengdu 2025: oro nei 50m bi-pinne, argento nei 100m bi-pinne.

## International Swimming League
| Stagione 2019 | stagione 2020   | Stagione 2021   |
| ------------- | --------------- | --------------- |
| Iron          | Aqua Centurions | Aqua Centurions |